# ガラスの棺
ガラスの棺（ガラスのひつぎ、原題：Der gläserne Sarg）とは、『グリム童話集』に収録されている童話の一編。

## あらすじ
あるところに、手際の良い仕立屋の少年がいた。少年は修行の為に森へ入ったが迷ってしまった。夜になり寝床を探していると、遠くに明りが見えた。行ってみると小さな家があり、戸を叩くと小人が出てきた。少年は頼みこんでなんとか泊めてもらえることになった。少年は食事を終えると、用意してもらった寝床で眠った。
朝、外が騒がしいので少年は目を覚ました。急いで外へ出てみると、大きな雄牛と牡鹿が喧嘩をしていた。少年がその様子を眺めていると、牡鹿が雄牛を倒した。すると牡鹿が少年の方へ突進してきたので、少年は牡鹿の角を掴んだ。牡鹿は止まらず、少年はそのまま必死に角にしがみつき、振り落とされないようにしていた。しばらくすると牡鹿はそっと少年を下ろし、岩についた扉を開けるとどこかへ行ってしまった。すると、扉の奥から声がしたので、少年は中へ入った。中は広々とした大広間で、真ん中に大きな石があった。少年が真ん中の石を踏むと、石はゆっくりと下へおりていった。
下りた先にはまた同じように大広間があった。この部屋には、色のついた液体や煙の入った容器がたくさん置いてあった。大きな箱も２つあり、近寄って覗いてみると、一方はよくできた小さなお城のような建物が入っていた。もう片方の箱を覗いてみると、中にはとても美しい少女が横になっていた。少女は長い金色の髪に身を包んでいて、目を閉じていたが、血色は良く、リボンが動いていたので生きているのが分かった。
少年が少女を眺めていると、彼女は目を開け、少年をとらえると「私をこの棺から出して下さい!」と叫んだ。少年は迷わずかんぬきを抜き、少女を棺から出してあげた。彼女はお礼のキスをすると、これまでのいきさつを話した。
彼女は裕福な伯爵の娘だったが、両親を小さいころに亡くし、兄と一緒に暮らしていた。ある夜、一晩泊めてくれという男がきたので快く泊めてあげた。しばらくその男は泊っていた。ある晩に、奇妙な音色が聞こえてきて少女は目が覚めた。しかし様子をみようにも体が動かなかった。しばらくすると、部屋の扉があいて男が入ってきた。男は少女を嫁にしたいが為に、魔法の音色で少女を起こしたと言った。少女が無言でいると、男は怒って部屋を出て行った。次の日の朝、兄が部屋にいなかった。嫌な予感がして馬で森へ出かけると、客人の男が牡鹿を連れて歩いてきた。牡鹿は何故か泣いていて、男は大笑いしていた。男は呪文を呟くと、少女をガラスの棺の中に閉じ込めてしまった。屋敷は小さくして別の箱に入れてしまい、仕えていた召使いやメイドたちは一人残らず液体や煙に変えて瓶に詰めてしまった。
2人は協力して、屋敷の入った箱と、煙の詰まっている容器を全て、真ん中の石で地上へ運びだした。地上で箱を開けると、元の大きさに戻った立派な屋敷が現れた。容器を開けた途端、中から煙が勢いよく流れ出て、生きている人間になった。それは屋敷に仕えていた召使いやメイドたちだった。そこへ森の奥から少女の兄が歩いてきた。雄牛に化けていた例の男を倒したと聞くと、少女はたいそう喜んた。